# Pristigloma minima
Pristigloma minima är en musselart som först beskrevs av Sequenza 1873.  Pristigloma minima ingår i släktet Pristigloma och familjen Pristiglomidae. Inga underarter finns listade i Catalogue of Life.